# NGC 3336
NGC 3336 је спирална галаксија у сазвежђу Хидра која се налази на NGC листи објеката дубоког неба.
Деклинација објекта је - 27° 46' 38" а ректасцензија 10h 40m 16,8s. Привидна величина (магнитуда) објекта NGC 3336 износи 12,3 а фотографска магнитуда 13,0. NGC 3336 је још познат и под ознакама ESO 437-36, MCG -5-25-36, AM 1037-273, IRAS 10379-2730, PGC 31754.